# Dudki
Dudki (deutsch Duttken, 1938–1945 Petzkau) ist ein zur Gemeinde Kalinowo (Kallinowen, 1938–1945 Dreimühlen) zählendes Dorf im nordöstlichen Masuren in der polnischen Woiwodschaft Ermland-Masuren, Powiat Ełcki (Kreis Lyck).

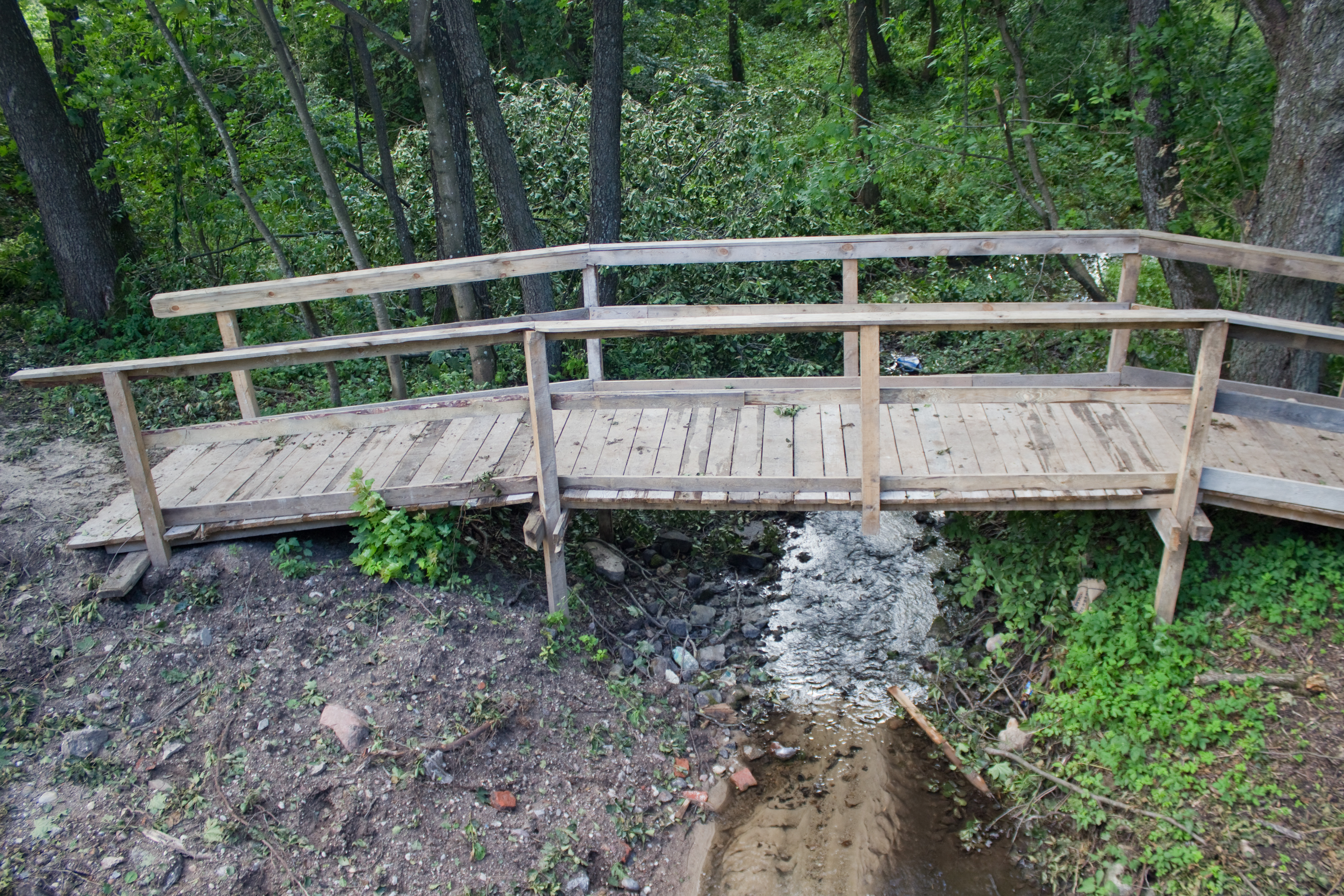
Behelfsbrücke in Dudki

## Geographische Lage
Das Dorf befindet sich vier Kilometer südöstlich der Ortschaft Kalinowo, 22 Kilometer westlich der Kreisstadt Ełk (Lyck).

## Geschichte
Der Ort Duttken wurde 1484 gegründet und 1495 urkundlich erwähnt.
1656 erfuhr die Region um Kallinowen herum durch den Einfall der mit Polen verbündeten Tataren weitgehende Zerstörung. In einem Bericht über die Zerstörung im Kirchspiel Lyssewen hieß es zu Duttken beim Lycker Amtshauptmann von Auer:
15 Hufen, alle Gehöfte laut Einzelaufstellung „nicht verbrannt“, „Ist über Winter besät“, 8 3/4 Hufen wüst, alles Vieh und Pferde weg, 10 Personen weggetrieben.
Am 27. Mai 1874 wurde im Zuge einer preußischen Gemeindereform neu ein Amtsbezirk Borczymmen (ab 1881 Borszymmen, ab 1936 Borschymmen, ab 1938 Borschimmen, polnisch Borzymy) gebildet, der die Gemeinden Borczymmen, Jendreyken, Lyssewen, Przepiorken, Skrzypken und Stosznen und dem Gutsbezirk Romotten und Seen umfasste. 1908 wurden zusätzlich die Gemeinden Duttken, Gronsken und Romanowen und der Gutsbezirk Imionken vom Amtsbezirk Dluggen in den Amtsbezirk Borszymmen umgegliedert.
Aufgrund der Bestimmungen des Versailler Vertrags stimmte die Bevölkerung im Abstimmungsgebiet Allenstein, zu dem Duttken gehörte, am 11. Juli 1920 über die weitere staatliche Zugehörigkeit zu Ostpreußen (und damit zu Deutschland) oder den Anschluss an Polen ab. In Duttken stimmten 180 Einwohner für den Verbleib bei Ostpreußen, auf Polen entfiel keine Stimme.
Im September 1928 wurde der Gutsbezirk Imionken in die Landgemeinde Duttken eingegliedert.
1931 umfasste der Amtsbezirk Borszymmen die Landgemeinden Borszymmen, Duttken, Geigenau (ehemals Skrzypken), Gronsken, Jendreyken, Lyssewen, Romanowen, Stosznen und Wachteldorf (ehemals Przepiorken).
1933 waren in Duttken 204 Einwohner verzeichnet.
Duttken wurde am 16. Juli 1938 im Zuge der massiven Eindeutschung von Ortsnamen masurischer, polnischer oder litauischer Herkunft in Petzkau umbenannt.
1939 hatte Petzkau (Duttken) nur noch 180 Einwohner.
Nach Ende des Zweiten Weltkriegs 1945 fiel das zum Deutschen Reich (Ostpreußen) gehörende Petzkau an Polen. Die ansässige deutsche Bevölkerung wurde, soweit sie nicht geflüchtet war, nach 1945 größtenteils vertrieben bzw. ausgesiedelt und neben der angestammten masurischen Minderheit durch Neubürger aus anderen Teilen Polens ersetzt. Der Ort Petzkau wurde in der polnischen Schreibweise des historischen Ortsnamens Duttken in Dudki umbenannt.
Von 1975 bis 1998 gehörte Dudki zur damaligen Woiwodschaft Suwałki, kam dann 1999 zur neu gebildeten Woiwodschaft Ermland-Masuren. Heute ist das Dorf Sitz eines Schulzenamtes (polnisch Sołectwo) und somit eine Ortschaft im Verbund der Gmina Kalinowo.

## Religionen
Bis 1945 war Duttken in die evangelische Kirche Borszymmen in der Kirchenprovinz Ostpreußen der Evangelischen Kirche der Altpreußischen Union sowie in die römisch-katholische Kirche Prawdzisken (1934–1945 Reiffenrode, polnisch Prawdziska) im Bistum Ermland eingepfarrt.
Heute gehört Dudki katholischerseits zur Pfarrei Borzymy im Bistum Ełk der Römisch-katholischen Kirche in Polen. Die evangelischen Einwohner halten sich zur Kirchengemeinde in der Kreisstadt Ełk (Lyck), einer Filialgemeinde der Pfarrei Pisz (Johannisburg) in der Diözese Masuren der Evangelisch-Augsburgischen Kirche in Polen.

## Verkehr
Dudki liegt an einer Nebenstraße, die von der Landesstraße 16 bei Krzyżewo (Krzysewen, 1928–1945 Kreuzborn) in südlicher Richtung nach Borzymy (Borszymmen/Borschymmen/Borschimmen) führt.
Im Dezember 1915 wurde Duttken mit einem eigenen Bahnhof an die Lycker Kleinbahnen angebunden, die zwischen der Kreisstadt Lyck (polnisch Ełk) und dem Grenzort Thurowen (1938–1945 Auersberg, polnisch Turowo) verkehrte. Bis 1938 war die Station nach dem Duttker Gut Imionken benannt, danach Petzkau, und zu polnischer Zeit Dudki Ełckie. Der Bahnbetrieb ruht derzeit.